# Lisa Ekdahl
Lisa Ekdahl (ur. 29 lipca 1971 w Sztokholmie) – szwedzka piosenkarka i kompozytorka.

## Dyskografia
- Lisa Ekdahl (1994)
- Med kroppen mot jorden (1996)
- Bortom det blå (1997)
- When Did You Leave Heaven (wspólnie z Peter Nordahl Trio) (1997)
- Back to Earth (wspólnie z Peter Nordahl Trio) (1998)
- Sings Salvadore Poe (2000)
- Heaven Earth & Beyond (2002)
- En samling sånger (2003)
- Olyckssyster (2004)
- Pärlor av glas (2006)
- Give Me That Slow Knowing Smile (2009)

Koncerty Lisy Ekdahl najczęściej odbywają się m.in. we Francji, Szwecji i Danii.